# Lucas Leiva
Lucas Pezzini Leiva (* 9. ledna 1987 Dourados), známý jako Lucas nebo Lucal Leiva, je brazilský profesionální fotbalista, který hraje na pozici defensivního záložníka za brazilský klub Grêmio Foot-Ball Porto Alegrense. Mezi lety 2007 a 2013 odehrál také 24 zápasů v dresu brazilské reprezentace.

## Klubová kariéra
Leiva je odchovancem brazilského Grêmia, odkud v roce 2005 přestoupil do anglického Liverpoolu.

## Osobní život
Je synovcem bývalého brazilského fotbalisty Leivinhy.